# Уайт Салмън
Уайт Салмън (на английски: White Salmon) е град в окръг Кликитат, щата Вашингтон, САЩ. Уайт Салмън е с население от 2193 жители (2000) и обща площ от 3,2 km². Намира се на 190 m надморска височина. ЗИП кодът му е 98672, а телефонният му код е 509.